# Centràrquids

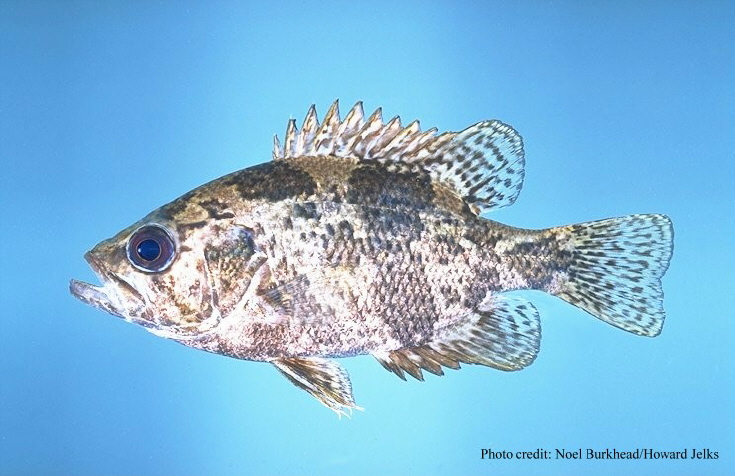
Ambloplites ariommus

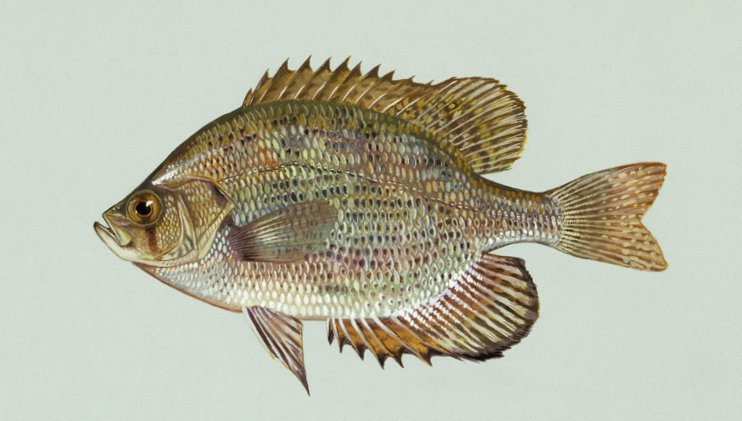
Centrarchus macropterus

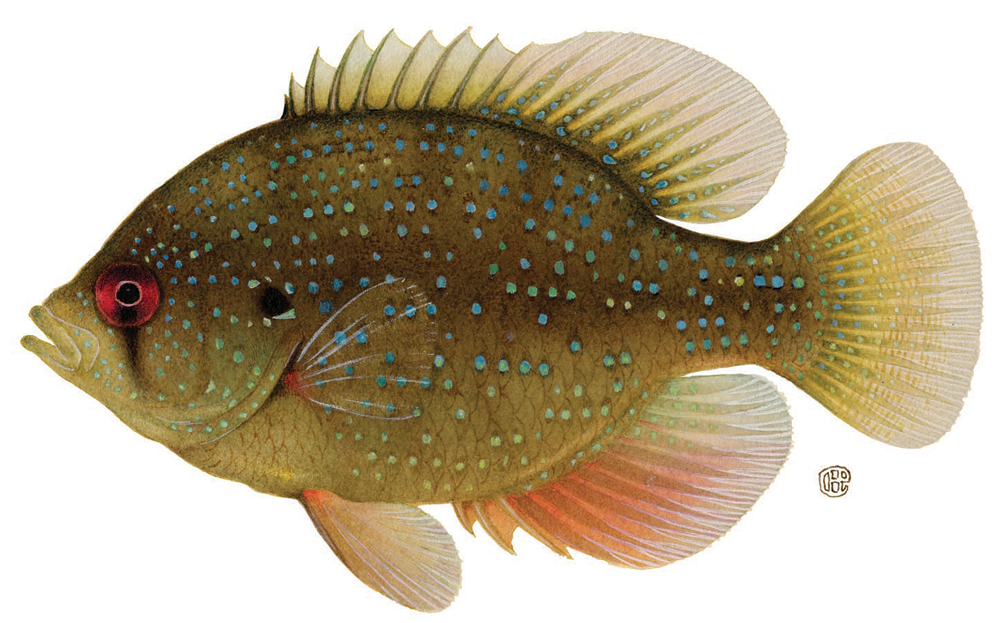
Enneacanthus gloriosus

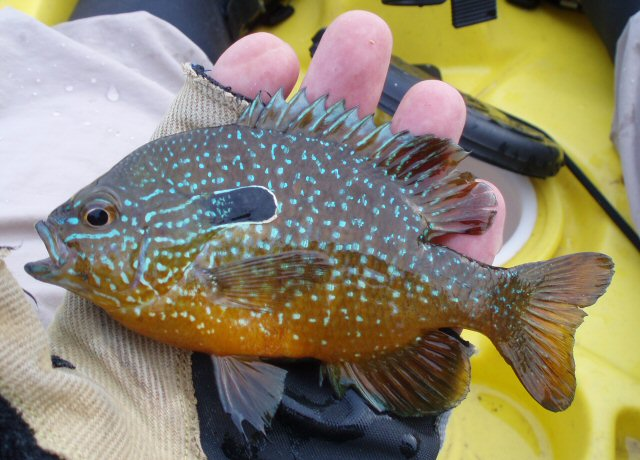
Exemplar de Lepomis megalotis capturat al riu Coosa (Alabama)

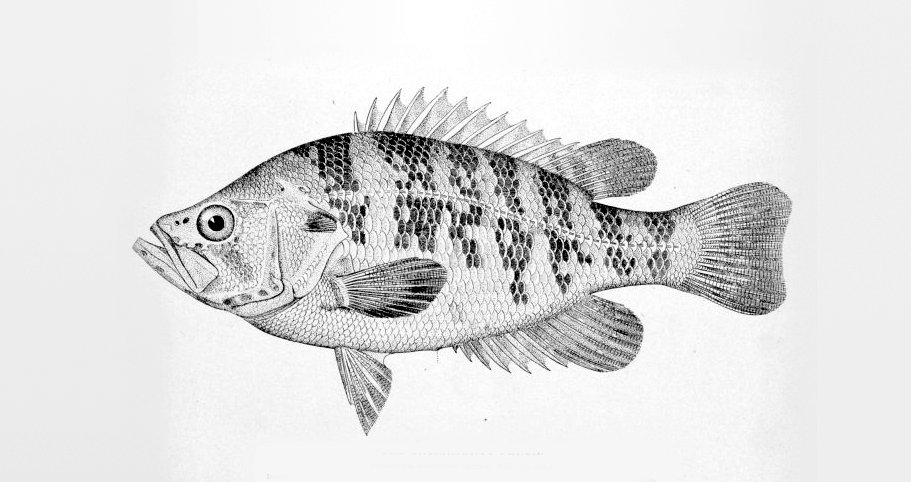
Archoplites interruptus

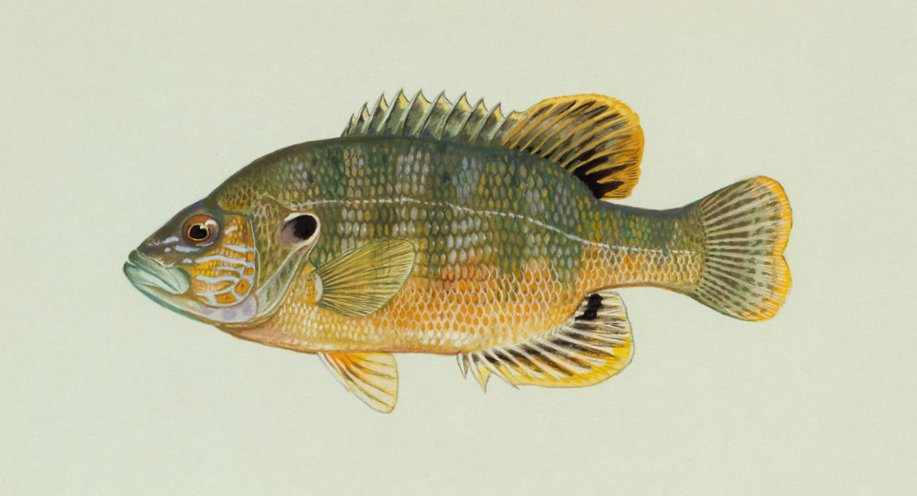
Lepomis cyanellus

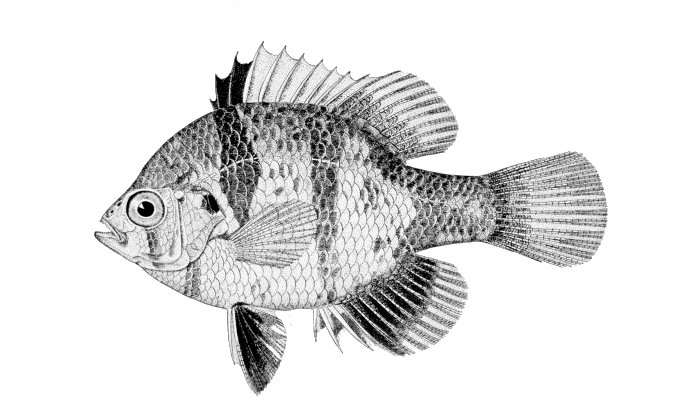
Enneacanthus chaetodon

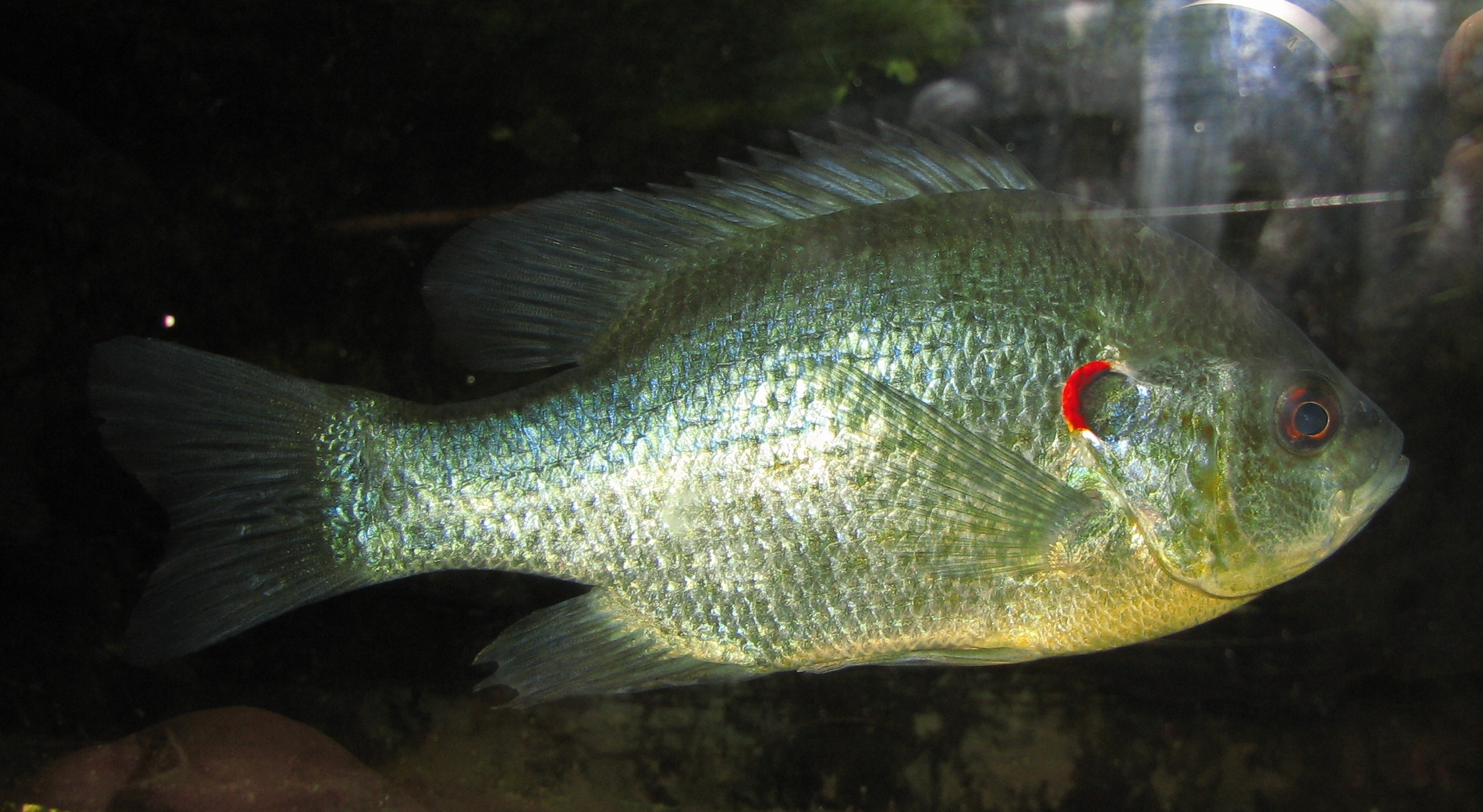
Lepomis microlophus

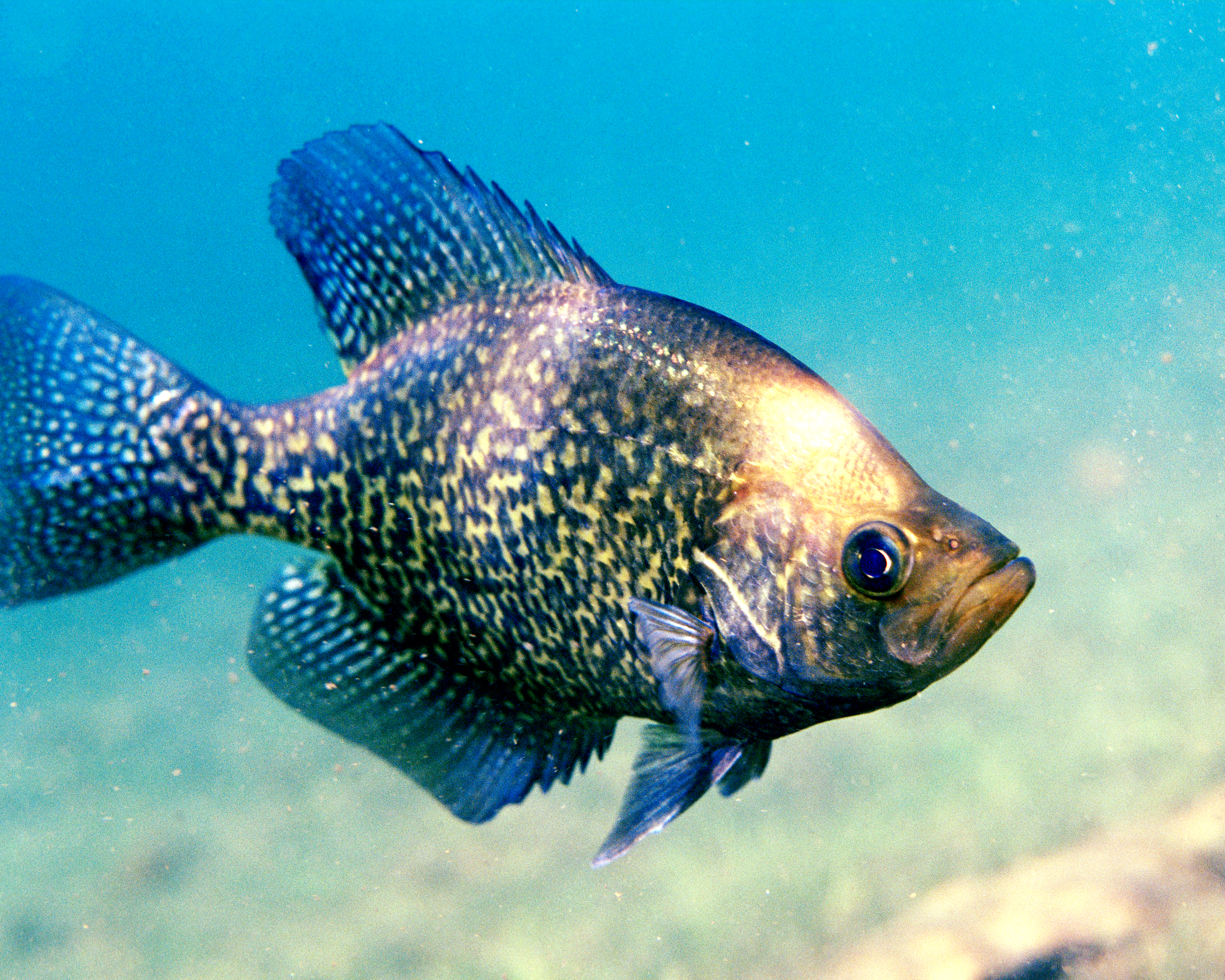
Pomoxis nigromaculatus

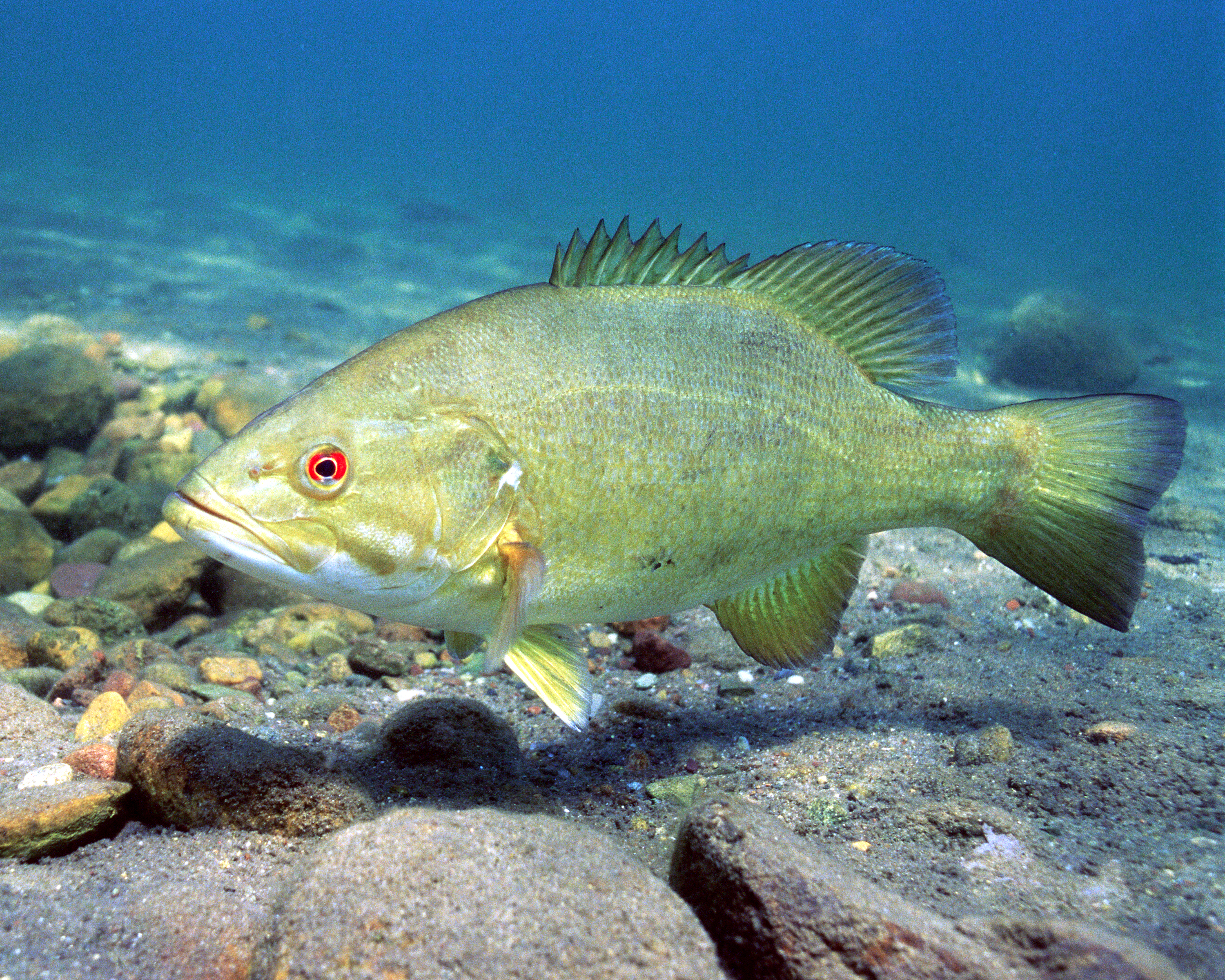
Micropterus dolomieu

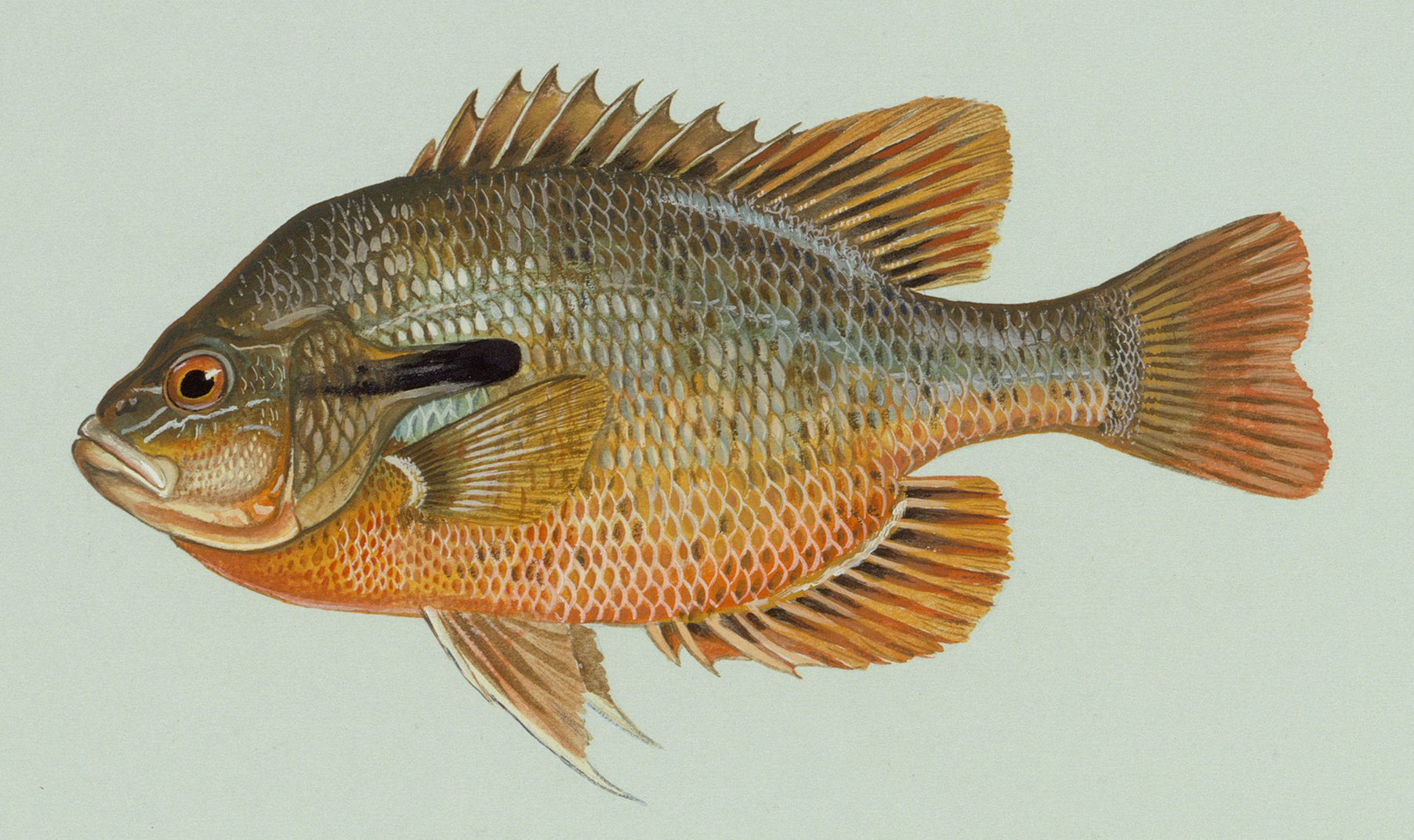
Lepomis auritus

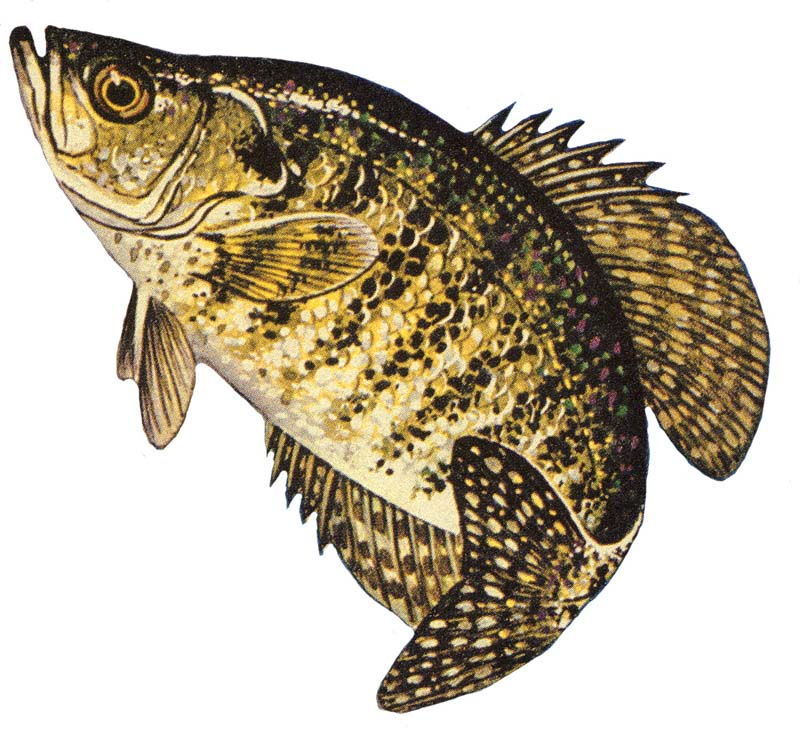
Pomoxis annularis

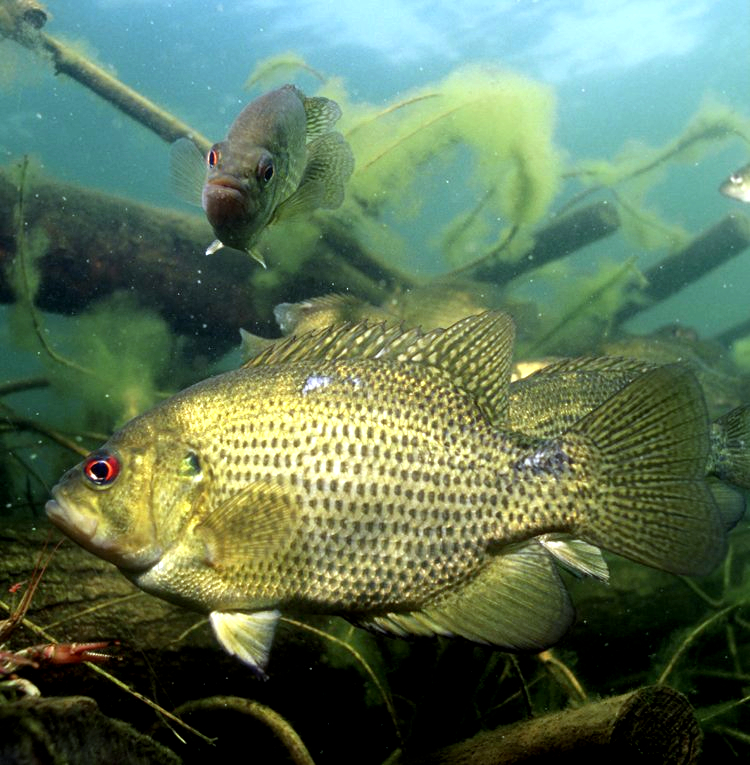
Ambloplites rupestris

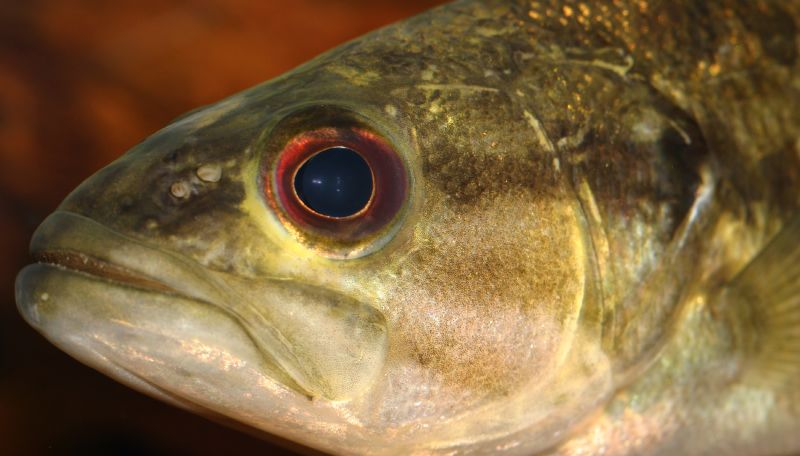
Micropterus treculii

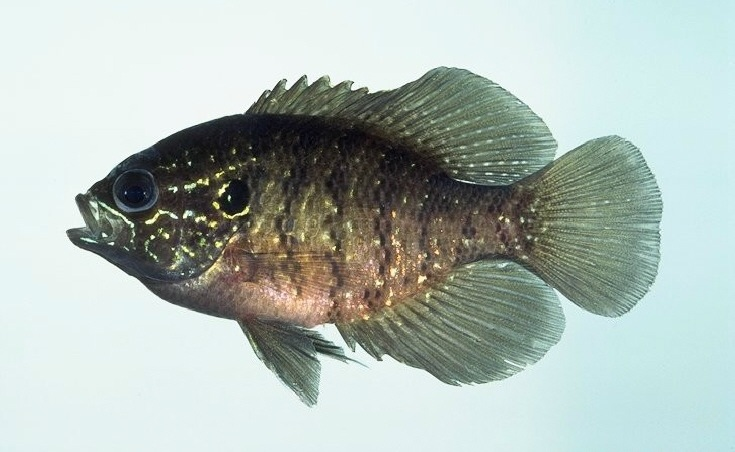
Enneacanthus obesus

Els centràrquids (Centrarchidae) constitueixen una família de peixos pertanyent a l'ordre dels perciformes.

## Etimologia
Del grec kentron ('espina', 'fibló') + grec archos ('anus').

## Descripció
La majoria de les espècies fan entre 20 i 30 cm de llargària total, encara que n'hi ha d'altres que són molt més petites o més grosses (com ara, la perca americana -Micropterus salmoides-, la qual pot assolir 1 m de longitud). Es caracteritzen per tindre dues aletes dorsals, normalment unides: una composta per una part anterior espinosa poc elevada i l'altra més elevada i amb radis tous. 3 espines a l'aleta anal i 5-13 espines a la dorsal (tot i que la majoria de llurs espècies en tenen entre 10 i 12). La coloració dels exemplars joves empal·lideix amb l'edat.

## Reproducció
Ponen els ous damunt la sorra: els mascles de la majoria d'aquestes espècies construeixen un niu amb la cua en una depressió del terreny per dipositar-hi els ous de les femelles i, a continuació, ells mateixos s'encarreguen de protegir-los dels depredadors. Els ous són del mateix color que la sorra i s'enganxen entre si formant grups. Durant la fresa, la femella és força més acolorida que el mascle.

## Alimentació
Totes les seues espècies són carnívores i cacen llurs preses.

## Hàbitat i distribució geogràfica
Són peixos d'aigua dolça que, originalment, estaven restringits a certes zones de l'Amèrica del Nord (a l'est de les muntanyes Rocoses), però, com que són molt apreciats pels afeccionats de la pesca esportiva, han estat introduïts arreu de les zones subàrtiques de tot el planeta (com ara, la perca americana -Micropterus salmoides- i el peix sol -Lepomis gibbosus-) i, en alguns casos, hi han esdevingut veritables plagues. Prefereixen les aigües clares, netes i densament proveïdes de plantes.

## Gèneres i espècies
Segons FishBase :
- Gènere Acantharchus (Gill, 1864)[8]
  - Acantharchus pomotis (Baird, 1855)[9]
- Gènere Ambloplites (Rafinesque, 1820)[10]
  - Ambloplites ariommus (Viosca, 1936)[11]
  - Ambloplites cavifrons (Cope, 1868)[12]
  - Ambloplites constellatus (Cashner & Suttkus, 1977)[13]
  - Ambloplites rupestris (Rafinesque, 1817)[14]
- Gènere Archoplites (Gill, 1861)[15]
  - Archoplites interruptus (Girard, 1854)[16]
- Gènere Centrarchus (Cuvier, 1829)[17]
  - Centrarchus macropterus (Lacépède, 1801)[18]
- Gènere Enneacanthus (Gill, 1864)[19]
  - Enneacanthus chaetodon (Baird, 1855)[20]
  - Enneacanthus gloriosus (Holbrook, 1855)[21]
  - Enneacanthus obesus (Girard, 1854)[22]
- Gènere Lepomis (Rafinesque, 1819)[23][24]
  - Lepomis auritus (Linnaeus, 1758)[25]
  - Lepomis cyanellus (Rafinesque, 1819)[26]
  - Peix sol (Lepomis gibbosus) (Linnaeus, 1758)[27]
  - Lepomis gulosus (Cuvier, 1829)[28]
  - Lepomis humilis (Girard, 1858)[29]
  - Lepomis macrochirus (Rafinesque, 1819)[26]
  - Lepomis marginatus (Holbrook, 1855)[30]
  - Lepomis megalotis (Rafinesque, 1820)[31]
  - Lepomis microlophus (Günther, 1859)[32]
  - Lepomis miniatus (Jordan, 1877)[33]
  - Lepomis punctatus (Valenciennes, 1831)[34]
  - Lepomis symmetricus (Forbes, 1883)[35]
- Gènere Micropterus (Lacépède, 1802)[36]
  - Micropterus cataractae (Williams & Burgess, 1999)[37]
  - Micropterus coosae (Hubbs & Bailey, 1940)[38]
  - Perca americana de boca petita (Micropterus dolomieu) (Lacépède, 1802)[39]
  - Micropterus floridanus (Lesueur, 1822)[40]
  - Micropterus notius (Bailey & Hubbs, 1949)[41]
  - Micropterus punctulatus (Rafinesque, 1819)[26]
  - Perca americana (Micropterus salmoides) (Lacépède, 1802)[42]
  - Micropterus treculii (Vaillant & Bocourt, 1874)[43]
- Gènere Pomoxis (Rafinesque, 1818)[44]
  - Pomoxis annularis (Rafinesque, 1818)[45]
  - Pomoxis nigromaculatus (Lesueur, 1829)[46][47][48][49][50][51][52]

## Altres divisions
Segons ITIS :
- Gènere Acantharchus (Gill, 1864)
- Gènere Ambloplites (Rafinesque, 1820)
- Gènere Archoplites (Gill, 1861)
- Gènere Centrarchus (Cuvier, 1829)
- Gènere Chaenobryttus (Gill, 1864)
- Gènere Enneacanthus (Gill, 1864)
- Gènere Lepomis (Rafinesque, 1819)
- Gènere Micropterus (Lacépède, 1802)
- Gènere Pomoxis (Rafinesque, 1818)

Segons WRMS:
- Gènere Acantharchus
- Gènere Ambloplites (Rafinesque, 1820)
- Gènere Archoplites
- Gènere Centrarchus
- Gènere Enneacanthus
- Gènere Lepomis (Rafinesque, 1819)
- Gènere Micropterus (Lacépède, 1802)
- Gènere Pomoxis

## Observacions
Algunes espècies són apreciades com a peixos d'aquari, d'altres són objecte de la pesca esportiva mentre que unes poques són emprades en la realització d'experiments científics.